# SZK Zugdidi
A Baia Zugdidi (grúzul: საფეხბურთო კლუბი ბაია ზუგდიდი, magyar átírásban: Szapehburto Klubi Baia Zugdidi) egy grúz labdarúgócsapat Zugdidi városából, jelenleg a grúz élvonalban szerepel.

## Külső hivatkozások
- A Baia Zugdidi hivatalos honlapja[halott link] (grúzul), (oroszul), (angolul)